# الدوش (تعز)
الدوش هي إحدى قرى الجمهورية اليمنية. وهي تتبع جغرافيًا لمحافظة تعز. وإداريًا لمديرية باب المندب. يبلغ تعداد سكانها 2897 نسمة حسب الإحصاء الذي جرى عام 2004.